# بتهوون و موتسارت

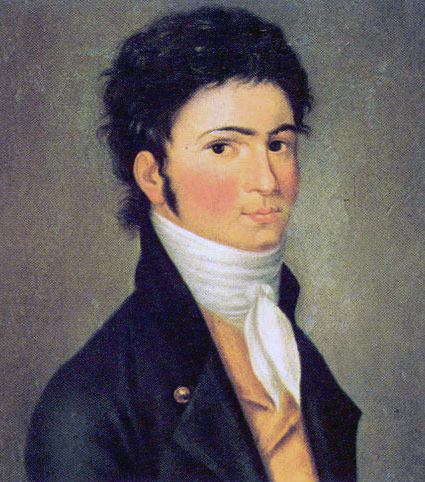
پرترهٔ بتهوونِ جوان، اثر کارل تراوگُت ریدل (۱۷۶۹–۱۸۳۲)

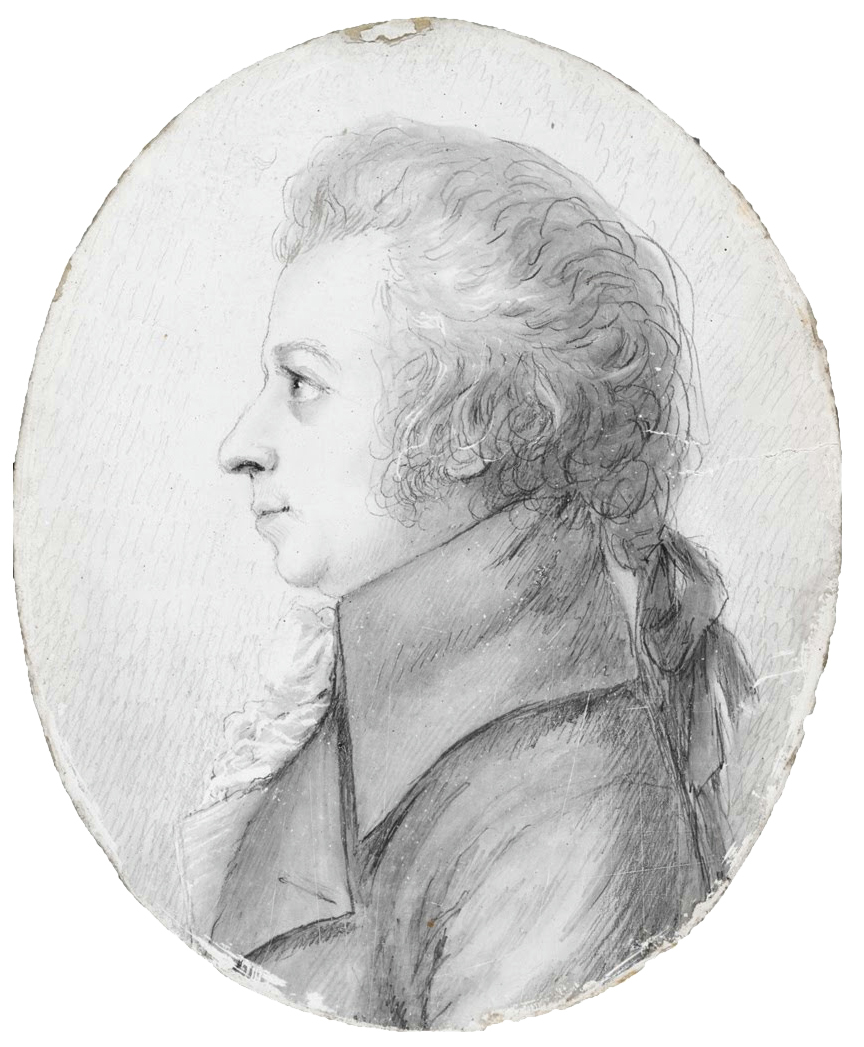
موتسارت در آوریل ۱۷۸۹ (۳۳سالگی)، نقاشی با قلم نقره، اثر دوریس اشتوک

ولفگانگ آمادئوس موتسارت (۱۷۵۶–۱۷۹۱) تأثیر قابل توجهی بر موسیقی لودویگ فان بتهوون (۱۷۷۰–۱۸۲۷) داشته‌است. گفته شده‌است که وقتی بتهوون در سال ۱۷۸۷ (در ۱۷سالگی)، به وین رفت، درس‌های مختصری از موتسارت گرفت. البته این موضوع قطعیت ندارد؛ زیرا هیچ سند معتبری در این باره در دست نیست؛ به‌ویژه که اسنادِ موجود مربوط به دوران این دو آهنگساز بزرگ نیست. بتهوون موسیقی موتسارت را بسیار خوب می‌شناخت، و شماری از آثار خود، به‌ویژه برخی آثار دورهٔ جوانی‌اش را تحت تأثیر موتسارت تصنیف کرده‌است.

## بتهوون در بن
بتهوون در سال ۱۷۷۰ در بن (آلمان) به دنیا آمد؛ ۱۴ سال پس از موتسارت، که در ۱۷۵۶ در زالتسبورگ (اتریش) متولد شد. در ۱۷۸۱، زمانی که بتهوون کودکی ۱۱ساله بود، موتسارت به وین، پایتخت سلطنتیِ اتریش، نقل‌مکان کرده بود تا زندگی حرفه‌ای‌اش را در آنجا ادامه دهد. بن، ازنظر سیاسی و فرهنگی به وین وابسته بود؛ اما وین نسبتاً از بن دور بود و ازنظر جغرافیایی، در منتهی‌الیهِ قلمروِ زبان آلمانی واقع شده بود.
بتهوونِ جوان، هنگامی که هنوز با خانواده‌اش در بن زندگی می‌کرد، به‌شدت تحت تأثیر موسیقی عالم‌گیرِ موتسارت بود. بتهوون در دربارِ بن، در اجرای شماری از کنسرتو پیانوهای موتسارت شرکت می‌کرد. همچنین، در اجرای اپراهای موتسارت، ویولا می‌نواخت.
بتهوون، هنگام تصنیف نخستین آثارِ موسیقایی‌اش، آنچنان مجذوب و تحت تأثیر این آهنگساز نامدار بود که بیم آن می‌رفت کارهایش، به‌دلیل شباهتِ بسیار با آثار موتسارت، به‌اشتباه، سرقتِ هنری به‌شمار آید! حتی، آن‌گونه که لوئیس لاک‌وود، او پس و بتهوون‌شناس آمریکایی، نوشته‌است، در اکتبر ۱۷۹۰، بتهوون اثری تصنیف کرد و در لابه‌لای پیش‌نویسِ آن نوشت که اثر را تماماً از قسمتِ «آندانتهٔ» یکی از سمفونی‌های موتسارت دزدیده‌است! اما، در همان پیش‌نویس و با اندکی فاصله، نوشته‌است این ازآنِ من است؛ در پایان، زیرِ امضایش افزوده‌است: «خودِ بتهوون»!

## سفر نخستِ بتهوون به وین: ۱۷۸۷
در این‌که وقتی بتهوون در سال ۱۷۸۷ به وین سفر کرد، دقیقاً در چه ماه و روزی واردِ شهر شده، میان پژوهشگران اختلاف‌نظر وجود دارد. موتسارت بخشی از سالِ ۱۷۸۷ را در پراگ گذراند. کوپر معتقد است که بتهوون در اوایلِ ماه آوریل به وین رسید و حدود سه هفته بعد، شهر را ترک کرد. هابِرل می‌گوید بتهوون در ماه ژانویه به وین رفت و در مارس یا آوریل به بن بازگشت؛ او تقریباً ۱۰ و نیم هفته در وین اقامت داشت. بازگشتِ بتهوون به بن با بیماریِ مادرش هم‌زمان بود؛ مادرِ بتهوون، ماریا ماگدالِنا فان بتهوون، در ۱۷ ژوئیهٔ ۱۷۸۷ بر اثر بیماری سل درگذشت؛ و این در حالی است که آهنگسازِ بزرگ تنها اندکی بیش از ۱۶ سال و نیم داشت. پدرِ نالایقش، یوهان فان بتهوون، الکلی بود، توجه چندانی به خانواده نداشت، و سرپرستیِ دو پسرِ کوچک‌تر به گردنِ لودویگ افتاد.
هیچ سند معتبری، نظیرِ نامه‌ای از بتهوون، موتسارت، یا خاطره‌ای مستند از فردی از معاصرانِ آن دو، در تأییدِ دیدارِ دو آهنگساز وجود ندارد. اُتو یان (به آلمانی: Otto Jahn) زندگی‌نامه‌نویسِ قرن نوزدهم، دربارهٔ احتمالِ دیدارِ دو آهنگسازِ بزرگ نوشته‌است که بتهوونِ جوان، در بهارِ ۱۷۸۷، مدتی کوتاه، در وین اقامت داشت. او را به موتسارت معرفی کردند و بتهوون، به درخواستِ موتسارت، قطعاتی را نواخت. ابتدا بتهوون با تحسینی سرد و خشک از جانب موتسارت روبه‌رو شد. بعد از آن، بتهوون درخواست کرد تا قطعه‌ای بداهه بنوازد. بداهه‌نوازی بتهوون، موتسارت را تحت تأثیر قرار داد. در پایانِ این دیدار، موتسارت به حاضران گفت: «این مردِ جوان را به خاطر بسپارید؛ او نام خود را در جهان جاودانه خواهد ساخت».
در فرهنگ‌نامهٔ موسیقی و موسیقی‌دانانِ نیو گروو، دربارهٔ احتمالِ این دیدار نوشته شده‌است: در بهارِ ۱۷۸۷ بتهوون به وین سفر کرد. سندِ دقیقی با موضوعِ اهدافِ دقیقِ بتهوون برای این سفر در دست نیست. اما تردیدی نیست که بتهوون، موتسارت را ملاقات کرده و چند درسِ محدودِ موسیقی از او گرفته‌است.
از نکات مرتبطِ مهم و قابل ذکر دربارهٔ وضع موتسارت در آن سال، باید به کاهش تندرستیِ پدرش، سفرِ آهنگساز به پراگ، آغازِ کار بر روی اپرای دون ژوان، و تصنیفِ چند اثرِ دیگر اشاره کرد. افزون بر این، موتسارت یک دانش‌آموزِ نه‌ساله در منزل داشت؛ او یوهان نپوموک هومل بود؛ کودکی که بعداً به آهنگساز، رهبر ارکستر، و پیانیستی نسبتاً نامدار، متعلق به دورانِ گذرِ موسیقی از کلاسیک به رمانتیک، بدل شد.
کارل چرنی، شاگردِ نامدارِ بتهوون، به اُتو یان گفته بوده که به یاد دارد بتهوون گفته بوده که نواختنِ موتسارت را شنیده بوده‌است؛ و البته این امر تنها در ۱۷۸۷ می‌توانسته رخ داده باشد.
در نامه‌ای به خط بتهوون، که خطاب به خانواده‌ای در آوگسبورگ نوشته‌است، آهنگساز اظهار داشته که حضورش در وین برای او جذاب نبوده و خاطرهٔ خوشی از آن در ذهن ندارد؛ به‌ویژه اینکه در تابستانِ آن سال، [به‌دنبالِ مرگِ مادرش در ماه ژوئیه]، غمگین و افسرده بوده‌است.

## سفر دوم بتهوون به وین: ۱۷۹۲
بتهوون، درنهایت، یک سال پس از درگذشتِ موتسارت، و اندکی پس از درگذشتِ پدرِ خود، این بار به‌طور اساسی به وین نقل‌مکان کرد و تا پایان عمر در آن شهر ماند. او، در سال‌های نخستِ اقامت در وین، از نزدیک با چند تن از دوستان و همکارانِ موتسارت آشنا شد. ازجمله، با آهنگساز بزرگ، فرانتس یوزف هایدن، که استادِ موتسارت نیز بود، آشنایی یافت و این آشنایی تا پایانِ درگذشتِ هایدن پایید. بتهوون درس‌هایی از آن استادِ نامدار گرفت؛ اما هایدنِ پیر در آن زمان در اوج شهرت بود و به‌قدری گرفتار بود که زمان بسیار کمی را می‌توانست صرف بتهوونِ جوان بکند. هایدن، بتهوون را به دوستش، یوهان آلبرشتس‌برگر معرفی کرد. از سال ۱۷۹۴، بتهوون به‌طور جدی و با علاقهٔ بسیار، نوازندگی پیانو و آهنگسازی را آغاز کرد و به‌سرعت به‌عنوان نوازندهٔ چیره‌دستِ پیانو و نیز کم‌کم به عنوان آهنگسازی توانا، سرشناس شد. همچنین، با شاهزاده کارل لیخنوفسکی (به آلمانی: Karl Alois, Prince Lichnowsky) آشنا شد و در ۱۷۹۶، همراه با او، به پراگ، درِسدن، لایپزیگ، و برلین سفر کرد؛ و این چیزی شبیه تجربه‌ای بود که موتسارت با این شاهزادهٔ موسیقی‌دوست داشت. بتهوون دو سال در منزل شاهزاده لیخنوفسکی زندگی کرد.
نبوغ بتهوون از حدود سی‌سالگی و با تصنیف و انتشار شاهکارهای بی‌مانند او آشکار شد؛ برخلاف موتسارت، که به‌کمک پدر فرهیخته‌اش، لئوپلد، از کودکی آهنگسازی می‌کرد.
بتهوون تا پایان عمر در وین زندگی کرد. او در ۲۶ مارس ۱۸۲۷، در ۵۶سالگی درگذشت.